# José Luis Aceves
José Luis Aceves Galindo (Segovia, 21 de mayo de 1970) es un político y agente medioambiental español del Partido Socialista Obrero Español, es diputado en la actualidad desde la XIII legislatura, también ha sido procurador de las Cortes de Castilla y León, diputado de la Diputación Provincial de Segovia y concejal del ayuntamiento de Coca. Su actividad parlamentaria está muy centrada en los problemas de la España Vaciada, el Medio Ambiente y la administración pública.

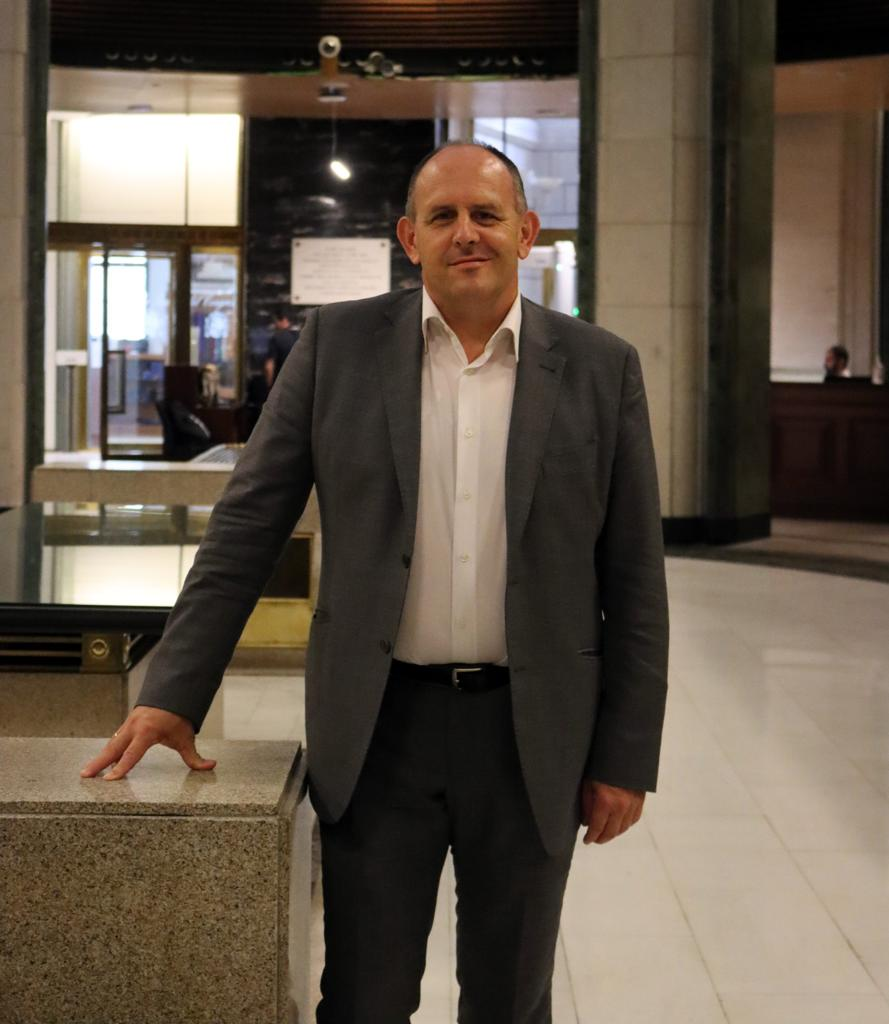
José Luis Aceves

## Biografía
Aunque nació en Segovia el 21 de mayo de 1970, vivió desde siempre en el municipio segoviano de Coca. Tras estudiar en el CEIP Teodosio el Grande IES Cauca Romana, se formó como Técnico Auxiliar Forestal en la Escuela de Capataces Forestales de Coca. Posteriormente se graduó en Ciencias Políticas y de la Administración por la UNED.
Tras compaginar varios trabajos como peón en una empresa de bebidas y como albañil, trabajó en 1991 5 meses como capataz forestal. En este mismo año consiguió plaza como funcionario autonómico como agente medioambiental estando destinado en Arauzo de Miel (Burgos), Arévalo (Ávila) y Chañe (Segovia).

### Trayectoria política
Empezó en la política desde el PSOE como Concejal del Ayuntamiento de Coca desde las elecciones municipales de 2003 hasta las de 2015, ocupando con simultaneidad el cargo de diputado provincial donde fue portavoz socialista desde 2011. Desde las elecciones autonómicas de 2015 hasta las de 2019 fue Procurador en las Cortes de Castilla y León por Segovia donde ejerció como Portavoz de Medio Ambiente.
El 1 de octubre de 2017 fue elegido en primarias secretario general del PSOE de Segovia, con el 58% del apoyo, sustituyendo a Juan Luis Gordo.
Fue elegido diputado en las elecciones generales de abril de 2019, noviembre de 2019 y julio de 2023, desarroyando en el Congreso de los Diputados los siguientes cargos:
- Vocal Comisión Constitucional from 08/05/2023 to 30/05/2023
- Portavoz Comisión de Hacienda y Función Pública from 22/09/2021 to 30/05/2023
- Adscrito Comisión de Interior from 20/10/2020 to 30/05/2023
- Vocal Comisión de Agricultura, Pesca y Alimentación from 07/02/2020 to 30/05/2023
- Portavoz Comisión de Política Territorial from 20/09/2021 to 05/10/2021
- Vocal Comisión de Política Territorial from 05/10/2021 to 14/12/2021
- Portavoz Comisión de Política Territorial y Función Pública from 07/02/2020 to 20/09/2021
- Adscrito Comisión de Política Territorial from 04/04/2022 to 30/05/2023
- Adscrito Comisión de Transición Ecológica y Reto Demográfico from 04/04/2022 to 30/05/2023
- Portavoz adjunto Comisión de Transición Ecológica y Reto Demográfico from 07/02/2020 to 01/04/2022
- Vocal Comisión de Sanidad y Consumo from 01/04/2022 to 30/05/2023
- Vocal Comisión Mixta de Relaciones con el Defensor del Pueblo from 13/02/2020 to 30/05/2023
- Adscrito Comisión para la Reconstrucción Social y Económica from 08/05/2020 to 29/07/2020
- Ponente Ponencia del Proyecto de Ley de medidas urgentes para la reducción de la temporalidad en el empleo público (procedente del Real Decreto-ley 14/2021, de 6 de julio) (121/63) from 21/10/2021 to 11/11/2021
- Ponente Ponencia de Proyecto de Ley de institucionalización de la evaluación de políticas públicas en la Administración General del Estado (121/103) from 18/10/2022 to 18/10/2022
- Ponente (121/127) Ponencia del Proyecto de Ley por la que se modifica la Ley 18/2010, de 16 de julio, del régimen de cesión de tributos del Estado a la Comunidad Autónoma de Andalucía y de fijación del alcance y condiciones de dicha cesión from 15/12/2022 to 15/12/2022
- Ponente (121/128) Ponencia del Proyecto de Ley por la que se modifica la Ley 26/2010, de 16 de julio, del régimen de cesión de tributos del Estado a la Comunidad Autónoma de Canarias y de fijación del alcance y condiciones de dicha cesión from 15/12/2022 to 15/12/2022
- Ponente (121/129) Proyecto de Ley por la que se modifica la Ley 16/2010, de 16 de julio, del régimen de cesión de tributos del Estado a la Comunidad Autónoma de Cataluña y de fijación del alcance y condiciones de dicha cesión from 15/12/2022 to 15/12/2022
- Ponente (121/130) Ponencia del Proyecto de Ley por la que se modifica la Ley 23/2010, de 16 de julio, del régimen de cesión de tributos del Estado a la Comunitat Valenciana y de fijación del alcance y condiciones de dicha cesión from 15/12/2022 to 15/12/2022
- Ponente (121/131) Ponencia del Proyecto de Ley por la que se modifica la Ley 17/2010, de 16 de julio, del régimen de cesión de tributos del Estado a la Comunidad Autónoma de Galicia y de fijación del alcance y condiciones de dicha cesión from 15/12/2022 to 15/12/2022
- Ponente (121/132) Ponencia del Proyecto de Ley por la que se modifica la Ley 28/2010, de 16 de julio, del régimen de cesión de tributos del Estado a la Comunidad Autónoma de las Illes Balears y de fijación del alcance y condiciones de dicha cesión from 15/12/2022 to 15/12/2022

En vistas de la sesión de investidura de Pedro Sánchez en enero de 2020, denunció en varios medios de comunicación presiones para que cambiara su voto, dado que el cambio de voto de un solo diputado haría fracasar la investidura, lo cual finalmente no ocurrió.